# ديزة جبلية
ديزة جبلية (الاسم العلمي:Disa montana) هي نوع من النباتات تتبع جنس الديزة من الفصيلة السحلبية.